# Centenaire (événement)
Cet article concerne la commémoration. Pour la personne, voir Centenaire. Pour le groupe français, voir Centenaire (groupe). Pour la station de métro léger, voir Centenaire (métro léger de Charleroi).
Le centenaire d'un événement est une commémoration de ce dernier cent ans après son déroulement.

## Politique

### Algérie française (1930)
Le Centenaire de l'Algérie française (1830-1930) est un ensemble de cérémonies, de festivités et défilés, de colloques et congrès qui ont lieu en 1930 pendant plus de six mois dans les départements d'Algérie, de janvier à juin 1930, et à Paris, entre mai et juillet 1930, pour célébrer le centenaire du débarquement des troupes françaises à Sidi-Ferruch le 14 juin 1830, la prise de la régence d’Alger, le 5 juillet, et célébrer l'Algérie française.

### Canada (1967)
Le Centenaire du Canada célèbre en 1967 le 100e anniversaire de la création de la Confédération canadienne, et par le même fait des états fédérés du Québec, de l'Ontario, de la Nouvelle-Écosse et du Nouveau-Brunswick. Les festivités débutent le 1er janvier 1967, avec l'allumage de la Flamme du centenaire, et culminent le 1er juillet 1967, lors de la Fête du Canada.

### Commune de Paris (1971)
Le centenaire de la Commune de Paris est célébré en France et dans le monde durant le printemps 1971.
L'insurrection révolutionnaire, qui s'est déroulée du 18 mars au 28 mai 1871, est un symbole majeur des mouvements de gauche en France. Sa commémoration s'étale du mois de mars au mois de mai, avec de nombreuses manifestations, expositions, sorties culturelles, colloques scientifiques et plusieurs scandales politiques.
Hégémonique sur la mémoire de la Commune, le Parti communiste français se voit contesté par les mouvements révolutionnaires d'extrême gauche issus de Mai 68, qui proclament la « Commune vivante » pour une mémoire réinventée et festive. Les traditionnelles montées au mur des Fédérés du Père-Lachaise commémorant la Semaine sanglante marquent la division des différents partis en quatre cortèges distincts. Les partis traditionnels organisent plusieurs meetings et banquets durant la durée du centenaire, alors que l'extrême gauche — plus particulièrement les maoïstes de Vive la révolution et le Mouvement de libération des femmes — se mobilise autour d'évènements publics, parfois chahutés.
La Commune n'est pas commémorée par le pouvoir gaulliste en place. Éloigné des médias et des organismes d'État, son anniversaire reste circonscrit aux sphères de la gauche. Malgré cela, le centenaire voit le renouveau des représentations théâtrales et littéraires autour de la Commune.